# 富寿站
富寿站（越南语：／*/?）是越南河老铁路的一座火车站，位于富寿省富寿市社，距河内站99公里。富寿站始建于越南被法国殖民统治的法属印度支那时期，于1906年随河老铁路建成通车而落成启用。